# خادمانلو (ميانكوه)
خادمانلو (بالفارسية: خادمانلو) هي قرية تقع في إيران في خراسان رضوي. يقدر عدد سكانها بـ 712 نسمة بحسب إحصاء 2016.